# Izland a 2006. évi téli olimpiai játékokon
Izland az olaszországi Torinóban megrendezett 2006. évi téli olimpiai játékok egyik részt vevő nemzete volt. Az országot az olimpián 1 sportágban 5 sportoló képviselte, akik érmet nem szereztek.

## Alpesisí
Férfi
| Versenyző              | Versenyszám      | 1. futam      | 1. futam      | 2. futam | 2. futam | Összesítés | Összesítés |
| Versenyző              | Versenyszám      | Idő           | Hely.         | Idő      | Hely.    | Idő        | Helyezés   |
| ---------------------- | ---------------- | ------------- | ------------- | -------- | -------- | ---------- | ---------- |
| Björgvin Björgvinsson  | Műlesiklás       | 57,07         | 31.           | 54,16    | 24.*     | 1:51,23    | 22.        |
| Björgvin Björgvinsson  | Óriás-műlesiklás | nem ért célba | nem ért célba | kiesett  | kiesett  | kiesett    | kiesett    |
| Kristján Uni Óskarsson | Műlesiklás       | 58,92         | 37.           | 55,78    | 31.      | 1:54,70    | 28.        |
| Kristján Uni Óskarsson | Óriás-műlesiklás | nem ért célba | nem ért célba | kiesett  | kiesett  | kiesett    | kiesett    |
| Sindri Már Pálsson     | Lesiklás         |               |               |          |          | 1:57,69    | 48.        |
| Sindri Már Pálsson     | Műlesiklás       | nem ért célba | nem ért célba | kiesett  | kiesett  | kiesett    | kiesett    |
| Kristinn Ingi Valsson  | Műlesiklás       | 1:03,27       | 48.           | 56,53    | 33.      | 1:59,80    | 35.        |

| Versenyző          | Versenyszám | Lesiklás | Lesiklás | Műlesiklás    | Műlesiklás    | Műlesiklás | Műlesiklás | Műlesiklás | Műlesiklás | Összesítés | Összesítés |
| Versenyző          | Versenyszám | Lesiklás | Lesiklás | 1. futam      | 1. futam      | 2. futam   | 2. futam   | Össz.      | Össz.      | Összesítés | Összesítés |
| Versenyző          | Versenyszám | Idő      | Hely.    | Idő           | Hely.         | Idő        | Hely.      | Idő        | Hely.      | Idő        | Helyezés   |
| ------------------ | ----------- | -------- | -------- | ------------- | ------------- | ---------- | ---------- | ---------- | ---------- | ---------- | ---------- |
| Sindri Már Pálsson | Összetett   | 1:46,04  | 53.      | nem ért célba | nem ért célba | kiesett    | kiesett    | kiesett    | kiesett    | kiesett    | kiesett    |

Női
| Versenyző                   | Versenyszám            | 1. futam      | 1. futam      | 2. futam | 2. futam | Összesítés | Összesítés |
| Versenyző                   | Versenyszám            | Idő           | Hely.         | Idő      | Hely.    | Idő        | Helyezés   |
| --------------------------- | ---------------------- | ------------- | ------------- | -------- | -------- | ---------- | ---------- |
| Dagný Linda Kristjánsdóttir | Lesiklás               |               |               |          |          | 1:59,43    | 23.        |
| Dagný Linda Kristjánsdóttir | Óriás-műlesiklás       | nem ért célba | nem ért célba | kiesett  | kiesett  | kiesett    | kiesett    |
| Dagný Linda Kristjánsdóttir | Szuperóriás-műlesiklás |               |               |          |          | 1:34,56    | 23.        |

| Versenyző                   | Versenyszám | Műlesiklás | Műlesiklás | Műlesiklás | Műlesiklás | Műlesiklás | Műlesiklás | Lesiklás | Lesiklás | Összesítés | Összesítés |
| Versenyző                   | Versenyszám | 1. futam   | 1. futam   | 2. futam   | 2. futam   | Össz.      | Össz.      | Lesiklás | Lesiklás | Összesítés | Összesítés |
| Versenyző                   | Versenyszám | Idő        | Hely.      | Idő        | Hely.      | Idő        | Hely.      | Idő      | Hely.    | Idő        | Helyezés   |
| --------------------------- | ----------- | ---------- | ---------- | ---------- | ---------- | ---------- | ---------- | -------- | -------- | ---------- | ---------- |
| Dagný Linda Kristjánsdóttir | Összetett   | 44,23      | 34.        | 48,37      | 30.        | 1:32,60    | 31.        | 1:31,65  | 16.      | 3:04,25    | 28.        |

* - egy másik versenyzővel azonos eredményt ért el